# Architektura informacji
Architektura informacji (AI) – sztuka oraz nauka organizowania i etykietowania stron internetowych, intranetowych, społeczeństw sieciowych i oprogramowania (środowisk informacyjnych) w celu wspierania użyteczności informacji. Architektura informacji jest nową meta-dyscypliną związaną z tworzeniem i przechowywaniem informacji w postaci cyfrowej w celu ułatwienia użytkownikowi dostępu do niej, a następnie jej wykorzystania. Osoba tworząca strukturę informacji w sposób umożliwiający użytkownikom jak najłatwiejsze dotarcie do poszukiwanej treści to architekt informacji.

## Definicje
1. Połączenie sposobu organizacji informacji, nadawania nazw rozpoznawczych (etykietowania elementów informacyjnych) i schematów przeszukiwania w systemie informacyjnym.
2. Strukturalne projektowanie przestrzeni informacyjnej, służące ułatwieniu kompletowania informacji i udostępnianiu jej użytkownikom.
3. Sztuka oraz nauka nadawania struktur i klasyfikowania serwisów (stron) internetowych i intranetowych, mające na celu ułatwienie ludziom znajdowanie informacji i ich wykorzystanie.
4. Nowa dyscyplina poznawcza i praktyczna zajmująca się dostarczaniem zasad projektowania i tworzenia konstrukcji w krajobrazie wirtualnym[2].

Terminów architektura informacji (AI) oraz architekt informacji użył po raz pierwszy w 1976 roku Richard Saul Wurman. Architekturą informacji początkowo określano praktyczne umiejętności związane z tworzeniem komunikatów informacyjnych, jednak w wyniku rozwoju hipertekstowej usługi World Wide Web, metody przez nią stosowane zaadaptowano do budowy serwisów w Internecie.

## Systemy oraz organizacja architektury informacji
Zgodnie z definicją zawartą w książce Petera Morville’a i Lou Rosenfelda, architektura informacji składa się z następujących systemów:
- organizacji – sposób grupowania treści według schematów i struktur informacyjnych
- nazewnictwa (etykietowania) – system oznaczeń ustala nazwy dla wydzielonych grup treści,
- nawigacji – nawigacja jest systemem pomagającym poruszać się po serwisie i przeglądania jego zawartości,
- wyszukiwania – pozwala na formułowanie zapytań, które porównywane są z dokumentami relewantnymi we wszystkich zbiorach informacji[5].

### Organizacja architektury informacji
Organizowanie elementów zawartości odbywa się według schematów i struktur. Schemat grupuje treść w jednym widoku (podstronie), a struktura porządkuje schematy (wszystkie podstrony w obrębie witryny). Wyjątkiem jest nawigacja witryny, organizowana według schematów i struktur. Schemat nawigacji to ustalenie nazw i logiki łączy kierujących do innych miejsc w środowisku informacyjnym. Struktura nawigacji określa, które strony znajdują się pod danym łączem w witrynie.

#### Schematy organizacyjne
Schemat organizacyjny to logika grupowania elementów zawartości na podstawie wspólnych cech tych elementów. Porządkowanie informacji może odbywać się według dokładnych i niejednoznacznych kryteriów. Dokładnymi schematami jest grupowanie informacji według porządków alfabetycznego, chronologicznego (i achronologicznego) oraz geograficznego. Umożliwiają dotarcie do informacji według jednoznacznych właściwości elementu.
Rezultat porządkowania informacji według niejednoznacznych schematów zależy od subiektywnych założeń projektanta. Według założeń projektowania zorientowanego na użytkownika projektant powinien niejednoznaczne schematy poddać testom z użytkownikami. Typowymi schematami o niejednoznacznym wymiarze są:
- tematyczne schematy organizacji – grupowanie elementów zawartości według tematów jest funkcjonalne, ale też zagrożone niezrozumieniem intencji projektanta przez użytkownika,
- schematy zadaniowe – elementy zawartości zgrupowane są według podobieństw funkcjonalności,
- schematy bazujące na odbiorcach – grupowanie odbywa się poprzez podział treści na zawartość skierowaną do różnych grup odbiorców,
- schematy bazujące na metaforach – schemat czerpiący organizację ze znanych elementów świata zewnętrznego (nie wirtualnego).

#### Struktury informacyjne
Struktura informacyjna, w przeciwieństwie do schematu organizacyjnego, nadaje elementom zawartości lub ich grupom miejsce w środowisku informacyjnym. Zależy od niej sposób poruszania się użytkownika po środowisku informacyjnym. Najważniejsze typy struktur to:
- struktura odgórna – elementy zawartości lub grupy elementów zawartości zorganizowane są w zhierarchizowane i nazwane kategorie (np. nawigacja sklepu internetowego)
- struktura bazodanowa – dotarcie do elementów odbywa się z pomocą wyszukiwarki,
- hiperłącza – nieliniowa i elastyczna struktura informacji przyjmująca kształt zależny od kontekstu,
- tagi – struktura nadawana jest poprzez kategoryzowanie elementów zawartości według tagów, najczęściej nadawanych przez samych użytkowników[2].

## Stosowanie architektury informacji
Zagadnienie obejmuje wiele obszarów życia, najbardziej widoczne jest w takich obszarach, jak informatyka (serwisy WWW, intranety, aplikacje) i bibliotekoznawstwo. Architekturę Informacji zwykło się łączyć z szerszym zagadnieniem użyteczności i projektowaniem zorientowanym na użytkownika (user-centered design).

## Studia w dziedzinie architektury informacji
Studia z tej dziedziny prowadzą już między innymi amerykańskie instytuty bibliotekoznawstwa i informacji naukowej na Uniwersytecie w Indianie i Uniwersytecie w Pittsburgu. W Polsce studia z Architektury Informacji prowadzone są na Uniwersytecie Pedagogicznym w Krakowie w Instytucie Nauk o Informacji, Uniwersytecie Mikołaja Kopernika w Toruniu w Instytucie Informacji Naukowej i Bibliologii, Uniwersytecie Marii Curie-Skłodowskiej w Lublinie w Instytucie Informacji Naukowej i Bibliotekoznawstwa, na Wydziale Dziennikarstwa, Informacji i Bibliologii Uniwersytetu Warszawskiego oraz na Wydziale Humanistycznym Uniwersytetu Śląskiego w Katowicach.